# Acosmetura platycata
Acosmetura platycata är en insektsart som först beskrevs av Shi, F-m. och Z. Zheng 1994.  Acosmetura platycata ingår i släktet Acosmetura och familjen vårtbitare. Inga underarter finns listade i Catalogue of Life.